# Animastar
Animastar est un jeu vidéo de rôle sur Dreamcast, sorti seulement au Japon.